# Legendele orașului
Legendele orașului (titlu original: în engleză Urban Legend) este un film slasher din 1998 regizat de Jamie Blanks, scris de Silvio Horta, cu Jared Leto, Alicia Witt, Rebecca Gayheart, Tara Reid și Michael Rosenbaum în rolurile principale. Este primul din seria de filme Legendele orașului. Intriga se concentrează pe o serie de crime din campusul unei universități private din Noua Anglie, care par a fi modelate după legende urbane populare. În plus față de distribuția mai tânără, filmul include interpretări în roluri secundare ale lui Robert Englund, Loretta Devine, John Neville și Brad Dourif.
Filmat în Toronto în primăvara lui 1998, a fost lansat în Statele Unite ale Americii la 25 septembrie 1998. A fost un succes comercial, încasând 72,5 milioane de dolari americani în întreaga lume, la un buget de 14 milioane de dolari americani. A avut recenzii în general negative din partea criticilor, nemulțumiți că filmul plagiază Scream - Țipi... sau fugi! (1996). Filmul a fost creditat atât de cercetători de cinema cât și de folclor ca fiind unul dintre primele filme majore care a redistribuit publicului legendele urbane și folclorul descris în ele.
A avut două continuări: Legendele orașului: Ultima dublă, care a fost lansat în cinematografe în 2000, și filmul direct-pe-video Legendele orașului: Bloody Mary în 2005. În februarie 2020, un reboot al filmului a fost anunțat a fi în dezvoltare, dar a fost anulat ulterior din cauza pandemiei de COVID-19 și studioul și-a pierdut interesul.

## Rezumat
Un criminal aflat pe bancheta din spate a mașinii o decapitează pe Michelle Mancini, o studentă la Universitatea Pendleton (după ce anterior un proprietar de benzinărie încearcă zadarnic s-o atenționeze). În cafeneaua campusului, studentul Parker Riley descrie prietenilor săi Natalie Simon și Brenda Bates un masacru din căminul abandonat din Stanley Hall, pe care studentul la jurnalism Paul Gardner îl discreditează ca o simplă legendă urbană. Vestea uciderii lui Michelle se răspândește în ziua următoare, dar Dean Adams și ofițerul de poliție din campus Reese Wilson par hotărâți să îngroape povestea. Damon Brooks, un membru al frăției pus pe farse, încearcă să o consoleze pe Natalie, foarte deranjată, care îi respinge avansurile sexuale în timp ce se află în mașina sa parcată. Când Damon iese să urineze, un atacator cu un hanorac cu glugă îl atacă și îl spânzură de un copac. Natalie fuge după ajutor, dar corpul și mașina lui Damon au dispărut când revine cu Reese. Parker și iubita lui Sasha Thomas o asigură pe Natalie că Damon i-a făcut o farsă.
Mai târziu, în timp ce Natalie doarme, criminalul îi sugrumă colega de cameră care are un stil gotic, Tosh Guaneri. Ea descoperă cadavrul dimineața, împreună cu un mesaj sângeros mâzgălit pe perete. Supărată, ea îi spune Brendei că ea și Michelle, prietena ei din liceu, au avut cazier după ce au provocat un accident de mașină mortal deoarece au condus cu farurile stinse și l-au urmărit pe primul șofer care le-a dat flashuri. Între timp, Paul investighează legendele urbane locale și descoperă că masacrul din Stanley Hall a avut loc cu adevărat, iar William Wexler, acum profesor de folclor american, este singurul supraviețuitor.
Dean Adams este ucis în parcarea campusului, iar Reese găsește mai târziu biroul lui Wexler răvășit și plin de sânge. Între timp, Natalie, Brenda și Sasha participă la o petrecere a frăției care coincide cu cea de-a 25-a aniversare a masacrului, în timpul căreia ucigașul îl prinde pe Parker în baie și îl ucide forțându-l să consume bomboane Pop Rocks. Sasha pleacă pentru a găzdui show-ul ei noaptea târziu la postul de radio al campusului. În timpul transmisiei, ucigașul o atacă pe ea și pe asistenta ei, iar țipetele sunt transmise în direct; dar petrecăreții frăției cred că este o farsă care face referire la masacru, dar Natalie, temându-se că Sasha este în pericol, se grăbește la stație, unde este martoră la uciderea Sashei cu un topor.
Natalie îi găsește curând pe Paul și Brenda în campus. Paul, convins de complicitatea lui Wexler, le escortează în mașina lui. Se opresc la o benzinărie și, în timp ce Paul este înăuntru, Natalie și Brenda găsesc trupul mutilat al lui Wexler în portbagaj. Cele două fug prin pădure înapoi în campus, în timp ce Paul le urmărește. Ele sunt separate, iar Natalie face semn să oprească portarului universității care trece pe acolo în camioneta lui. El o ridică, dar ucigașul face ca mașina să iasă de pe drum, urmărindu-i într-un autovehicul separat. În accident, portarul moare, dar Natalie iese nevătămată și fuge pe jos.
În timp ce trece pe lângă Stanley Hall, Natalie aude țipetele Brendei în interior. În clădire, ea găsește cadavrele prietenilor ei, printre care Brenda aparent moartă întinsă pe un pat. Cu toate acestea, Brenda o trântește pe Natalie și o lasă inconștiență câteva momente mai târziu. Când Natalie se trezește, Brenda se dezvăluie a fi ucigașul, totul pentru a-și răzbuna logodnicul și iubitul ei de liceu David Evans, ucis în accidentul rutier pe care l-au provocat Natalie și Michelle. Brenda încearcă să scoată rinichiul Nataliei, dar este împiedicată când Reese apare și o ține pe Brenda sub amenințarea armei. Brenda reușește să-l înjunghie pe Reese cu o lamă, iar când sosește Paul, Natalie ia pistolul și o împușcă pe Brenda, care cade prin fereastră. Paul și Brenda pleacă ca să-i ceară ajutor lui Reese. Pe drum, cei doi discută despre cum tot ce s-a întâmplat va deveni mai târziu o legendă urbană și toate faptele vor fi interpretate greșit. Paul întreabă: „Ei bine, dacă aceasta este o legendă urbană, unde este întorsătura?” Brenda apare pe bancheta din spate și îi atacă cu un topor. Paul prăbușește mașina de pe un pod, ceea ce face ca Brenda să iasă prin parbriz și să cadă în râu.
Mai târziu, un grup de studenți de la o altă universitate povestesc evenimentele uciderii Brendei, în timpul cărora spun că trupul ei nu a fost niciodată descoperit. Cei mai mulți dintre ei nu cred povestea, cu excepția unei tinere, care se dezvăluie ca fiind Brenda, care susține că povestea nu a fost spusă ncorect și începe să explice „care este cu adevărat povestea”.

## Distribuție
- Jared Leto – Paul
- Alicia Witt⁠(d) – Natalie
- Rebecca Gayheart⁠(d) – Brenda
- Joshua Jackson – Damon
- Natasha Gregson Wagner⁠(d) – Michelle Mancini
- Loretta Devine – Reese
- Tara Reid – Sasha
- Michael Rosenbaum⁠(d) – Parker
- Danielle Harris⁠(d) – Tosh
- John Neville – Dean Adams
- Robert Englund – Profesor Wexler
- Brad Dourif – Michael McDonnell, proprietar de benzinărie (nemenționat)

## Producție
Conceptul filmului a fost dezvoltat de Silvio Horta⁠(d), un proaspăt absolvent al unei școli de film de la Universitatea din New York, care lucra la tejgheaua de parfumuri dintr-un Nordstrom. Horta i-a prezentat ideea la sfârșitul anului 1997 lui Gina Mathews, un producător care conducea ateliere pentru scriitori la acea vreme. Lui Mathews i-a plăcut povestea și cei doi au început să dezvolte în continuare conceptul înainte ca Horta să redacteze un scenariu. Producătorul Neal H. Moritz s-a implicat ulterior și a acceptat să producă împreună cu Mathews și Michael McDonnell. Horta și Mathews au prezentat scenariul la numeroase studiouri de film, dar niciunul nu și-a exprimat interesul pentru finanțarea proiectului. Într-un ultim efort de a face filmul, Horta a adus scenariul la Phoenix Pictures, o companie nouă atunci, care a produs doar un număr mic de filme. Mike Medavoy, un director executiv la Phoenix, a fost impresionat de concept, dar Horta și-a amintit că scenariul său „trebuia să fie mai bun”, iar rescrierile au început să aibă loc la sfârșitul toamnei anului 1997.
În căutarea unui regizor, producătorul executiv Brad Luff a căutat potențiali realizatori de film din Australia și a fost impresionat de scurtmetrajul de groază al tânărului de 26 de ani al lui Jamie Blanks, Silent Number, pe care l-a realizat ca film de teză în timp ce urma Școala de Film din Melbourne. Blanks a vrut inițial să regizeze filmul Știu ce-ai făcut astă-vară (1997) al producătorului Moritz și a mers până la a regizat un simulacru de trailer pentru proiect, dar Jim Gillespie a fost deja desemnat să-l regizeze. În schimb, lui Blanks i s-a oferit scenariul Legendele orașului și a fost desemnat regizor în februarie 1998.

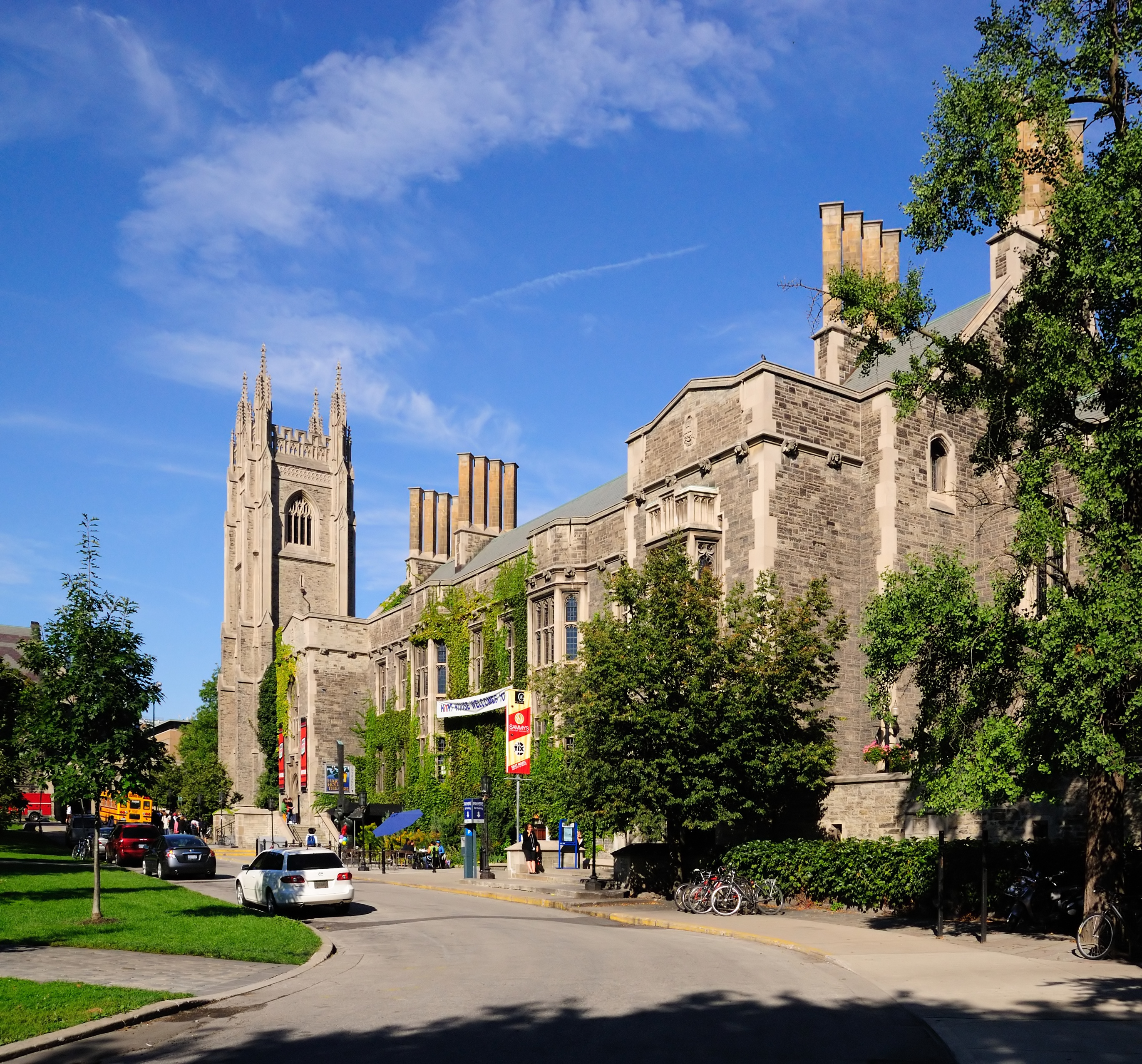
Universitatea din Toronto a servit ca locație principală de filmare

Filmarea principală a început la 20 aprilie 1998 la Toronto. Universitatea din Toronto a servit ca substitut pentru Universitatea fictivă Pendleton. Designul de producție al filmului a fost finalizat de Charles William Breen, care a lucrat anterior la filme precum Blade Runner (1982).

## Legende urbane descrise în film
Filmul prezintă diverse legende urbane, dintre care unele sunt prezentate ca secvențe de crimă, iar altele sunt doar menționate sau discutate în treacăt.

### Reconstituiri
Michelle este ucisă de un criminal pe bancheta din spate. Această legendă este menționată și de diverse persoane care se uită la bancheta din spate sau vorbesc despre ea.
Mușamalizarea uciderii lui Michelle în ziarul universitar este susținută de decan, ca o referire la „Mușamalizarea de către universitate a crimei din campus”," iar temerile ulterioare ale studenților fac referire la legenda „Omului cu Topor” (Hatchet man), care a un criminal fără nume care a vizat campusurile universitare la întâmplare. Originile acestuia din urmă au fost urmărite până la criminalul în serie Richard Speck⁠(d).
Brenda și Natalie încearcă să o invoce pe Bloody Mary la intrarea în Stanley Hall.
Profesorul Wexler cere studenților să mănânce Pop Rocks⁠(d) și să bea băutură răcoritoare în același timp pentru a demonstra că nu le esplodează stomacul. Moartea lui Little Mikey⁠(d) din această cauză este menționată de Brenda. Ucigașul reface mai târziu această legendă asupra lui Parker, înlocuind băutura răcoritoare cu substanțe chimice de curățare.
Damon este atârnat de un copac⁠(d) în timp ce Natalie se află în mașină, dedesubt.
Bandele care conduc cu farurile stinse, urmăresc primul șofer care le dă flashuri și îl scot de pe drum, sunt menționate de Sasha în bibliotecă. Mai târziu se dezvăluie că Natalie și Michelle chiar au făcut asta, ucigând un tânăr; ulterior scenariul este refăcut de ucigaș asupra lui Natalie și a portarului și în cele din urmă se dezvăluie ca fiind esențial pentru motivul criminalului.
Natalie își găsește colega de cameră sugrumată până la moarte în patul ei cu bilețelul „Nu ești bucuroasă că nu ai aprins lumina?”
Legenda „Tăietorului de glezne sub mașină” este refăcută asupra lui Dean Adams.
Un invitat la petrecerea frăției susține că melodia „Love Rollercoaster” conține cu un adevărat un țipăt de la o crimă; între timp, Sasha țipă pentru viața ei în aer în timpul emisiunii ei radio.
Parker găsește rămășițele câinelui său în cuptorul cu microunde, asemănător cu legenda „Bătrânei care usucă câinele ud în cuptorul cu microunde”.
Ucigașul încearcă să reconstituie legenda „furtului de rinichi⁠(d)” asupra lui Natalie.

### Doar ca referințe
O radioascultătoare care sună la emisiunea lui Sasha afirmă că a înlocuit pilulele anticoncepționale ale colegei de cameră cu aspirină pentru bebeluși.
O radioascultătoare care sună la emisiunea lui Sasha întreabă despre pomparea stomacului după ce a făcut sex oral și a ingerat spermă.
Un cuplu care suferă de penis captivus sună la emisiunea de radio a lui Sasha.
Profesorul Wexler discută în timpul prelegerii sale despre dădaca și legenda bărbatului care sună să amenințe de la etajul unde se află copilul, iar Brenda susține că s-a întâmplat în orașul ei natal.
Parker sugerează că vor fi puse ouă de păianjen în Bubble Yum⁠(d) ca următoarea mișcare a ucigașului.

## Coloană sonoră
Coloana sonoră a fost compusă de Christopher Young, care anterior a colaborat și la mai multe filme de groază, inclusiv The Dorm That Dripped Blood (1982) și Hellraiser (1987). Producătorul McDonnell a fost anterior într-o trupă cu Young în anii 1970, în statul lor natal, New Jersey. În timp ce Young admira coloana sonoră a unor filme precum Halloween (1978), Blanks a insistat să compună o partitură orchestrală, care era mai în concordanță cu fundalul de compoziție al lui Young.
Au fost lansate două albume pentru acest film, partitura originală a compozitorului Christopher Young și coloana sonoră originală a filmului.
| Nr. | Titlu                          | Artist               | Lungime |  |
| 1.  | „Tortured”                     | Annette Ducharme⁠(d)  | 4:43    |  |
| 2.  | „Condition”                    | Ruth Ruth⁠(d)         | 3:41    |  |
| 3.  | „The Only One”                 | Junkster             | 4:36    |  |
| 4.  | „Trying Not to Think About It” | Juliana Hatfield⁠(d)  | 3:01    |  |
| 5.  | „Love Rollercoaster⁠(d)”        | Ohio Players⁠(d)      | 4:47    |  |
| 6.  | „Urban Legend”                 | Christopher Young⁠(d) | 5:00    |  |
| 7.  | „Sex Advice with an Axe”       | Christopher Young    | 10:00   |  |

Cântece suplimentare prezentate în film:
- "Save Yourself⁠(d)" de Stabbing Westward⁠(d)
- "Zoot Suit Riot⁠(d)" de Cherry Poppin' Daddies⁠(d)
- "Total Eclipse of the Heart⁠(d)" de Bonnie Tyler
- "Comin' Back" de The Crystal Method⁠(d)
- "Spookshow Baby" de Rob Zombie
- "Crop Circle" de Monster Magnet⁠(d)
- "Love Rollercoaster" de Ohio Players⁠(d)
- "I Don't Want to Wait⁠(d)" de Paula Cole⁠(d)
- "The End of Sugarman" de Roy Ayers⁠(d)
- "I Know God" de David Ivy

## Primire
Filmul a avut în mare parte recenzii negative, obținând doar 23% pe baza a 61 de recenzii pe Rotten Tomatoes, cu o evaluare medie de 4,40 din 10. Pe Metacritic, scorul mediu ponderat bazat pe 15 recenzii este de 35 din 100, indicând „evaluări în general nefavorabile”. CinemaScore a acordat filmului o notă de „C” pe o scară de la „A+” la „F”.